# Acontia glaphyra
Acontia glaphyra is een vlinder van de familie van de uilen (Noctuidae). De wetenschappelijke naam van deze soort is voor het eerst voorgesteld door William Jacob Holland in een publicatie uit 1894.

## Verspreiding
De soort komt voor in Sierra Leone, Gabon en Oeganda.

## Waardplanten
De rups leeft op Triumfetta sp. (Malvaceae).